# Lukas Grgic
Lukas Grgic (ur. 17 sierpnia 1995 w Wels) – austriacki piłkarz, chorwackiego pochodzenia, występujący na pozycji defensywnego pomocnika w chorwackim klubie Hajduk Split. Wychowanek FC Wels. W swojej karierze grał także w Hertha Wels, SV Wallern, Pasching/LASK Juniors, LASK, SV Ried oraz Swarovski Tirol.